# Warmate
Warmate (Вармейт от англ. war mate — «боевой товарищ») — польский ударный беспилотный авиационный комплекс, предназначенный, в зависимости от используемой на борту головки, для наблюдения, обнаружения, сопровождения и опознавания целей, а также для поражения живых или легкобронированных целей (барражирующий боеприпас).

## История
Комплекс Warmate — разработка польской компании WB Electronics и Военного института технологий вооружения. Концепция впервые представлена в 2014 году.
Экспонировался в сентябре 2015 на Международной выставке оборонной промышленности. В апреле 2016 года вице-президент компании сообщил, что комплекс уже заказали две страны, которые сейчас вовлечены в военные конфликты.
По состоянию на июнь 2016 года черниговское предприятие «Чезара» приобрело в Польше экземпляр БПЛА Warmate и лицензию на его серийное производство, а также провело испытания. Украинское название БПЛА — «Сокол».
БПЛА Warmate был продемонстрирован 11—14 октября 2016 в Киеве на выставке «Оружие и безопасность 2016».
В ноябре 2016 года министр обороны Польши Антоний Мацеревич заявил о намерениях Вооруженных сил и Территориальной обороны Польши в ближайшее время взять на вооружение тысячи ударных беспилотников местного производства, в том числе и Warmate.
Турция, поддерживающая Правительство национального единства Ливии, и Объединённые Арабские Эмираты, поддерживающие Ливийскую национальную армию, приобрели Warmate и смогли успешно поставить летательные аппараты поддерживаемым группировкам.

## Технические характеристики
Старт аппарата осуществляется с помощью пневматического запуска из контейнерной пусковой установки. Аппарат представляет собой составной высокоплан с V-образное оперением, который оснащён электродвигателем. Радиус действия комплекса — 10 км, продолжительность барражирования — 30 минут, максимальная скорость — 150 км/ч, максимальная высота полёта — 500 м при нормальной высоте полёта 30—200 м. Максимальная взлётная масса комплекса — 4 кг, при этом аппарат может быть снаряжён разнообразными по типу поражения боевыми головками с массой взрывчатого вещества до 800 грамм. Летательный аппарат имеет автоматический режим управления полётом и систему возврата при несрабатывании.
Во время атаки БПЛА заходит на цель, в пике достигая своей максимальной скорости — 150 км/ч. Оператор контролирует атаку с помощью соответствующей оптики и может отменить миссию уже в ходе ударного манёвра, отдав команду вернуться на базу.

## Боевое применение
Используются украинской стороной в ходе вторжения России на Украину. 20 июля два боеприпаса Warmate нанесли удар по территории Запорожской электростанции, поразив российский БМ-21 «Град».

### Номенклатура боеголовок
- GO-1 и GO-2: осколочно-фугасные, предназначенные для поражения живой силы противника на открытой местности. Первая из этих боеголовок весит 1 кг, из них 300 г взрывчатки. Разлёт осколков — 10 м. Данных о втором боеприпасе нет, можно предположить, что там больше взрывчатки;
- GK-1: кумулятивная, для борьбы с бронетехникой и лёгкими укреплениями. Способна пробивать броню толщиной до 120 мм (по данным Defence.pl — до 220 мм). Этих показателей достаточно для уничтожения бронетранспортёров и самоходных орудий. Может применяться и против танков, менее защищённых от атаки сверху.
- GTB-1: термобарическая, обеспечивает объёмный взрыв, распыляя и взрывая в воздухе зажигательную смесь[1].
- GS-9: стабилизированная в двух плоскостях оптико-электронная станция визуальной разведки[12].